# Elaeocarpus ulianus
Elaeocarpus ulianus är en tvåhjärtbladig växtart som beskrevs av Erling Christophersen. Elaeocarpus ulianus ingår i släktet Elaeocarpus och familjen Elaeocarpaceae. Inga underarter finns listade i Catalogue of Life.